# 枚方東郵便局
枚方東郵便局（ひらかたひがしゆうびんきょく）は、大阪府枚方市にある郵便局。民営化前の分類では集配普通郵便局であった。

## 概要
住所：〒573-0199 大阪府枚方市津田北町2-2-1

## 沿革
- 1882年（明治15年）7月6日 - 津田郵便局（五等）として開設[1]。
- 1885年（明治18年） - 貯金取扱を開始。
- 1890年（明治23年）12月16日 - 為替取扱を開始。
- 1958年（昭和33年）9月21日 - 電話交換事務の取扱を枚方電報電話局に移管[2]。
- 1967年（昭和42年）10月29日 - 和文電報配達業務を交野電報電話局に移管。
- 1983年（昭和58年）3月21日 - 枚方市津田から同市津田北町二丁目に移転するとともに、特定郵便局から普通郵便局に局種別改定。
- 1998年（平成10年）7月6日 - 枚方東郵便局に改称。
- 2000年（平成12年）8月14日 - 外国通貨の両替および旅行小切手の売買に関する業務取扱を開始。
- 2007年（平成19年）10月1日 - 民営化に伴い、併設された郵便事業枚方東支店に一部業務を移管。
- 2012年（平成24年）10月1日 - 日本郵便株式会社発足に伴い、郵便事業枚方東支店を枚方東郵便局に統合。

## 取扱内容
- 郵便、印紙、ゆうパック、内容証明
- 貯金、為替、振替、振込、国際送金、外貨両替・トラベラーズチェック、国債、投資信託
- 生命保険、バイク自賠責保険、自動車保険
- ゆうちょ銀行ATM
- 枚方市の東部地域（〒573-01xxの区域）の集配業務
- ゆうゆう窓口

## 周辺
- 枚方市役所 津田支所
- 大阪府立枚方津田高等学校
- 枚方市立津田中学校
- アル・プラザ枚方
- 国道307号
- 大阪府道736号

## アクセス
- JR片町線（学研都市線） 藤阪駅から徒歩約12分
- 京阪バス 津田中学校前停留所下車
- 第二京阪道路 枚方東IC・枚方学研ICから西へ約3km
- 国道307号沿い
- 駐車場あり：9台